# Aeropuerto de Dundee
El aeropuerto de Dundee (IATA: DND, OACI: EGPN) se encuentra a 3 km (1.9 mi) del centro de Dundee, Escocia, o, en términos de navegación, 0.5 M (0.93 km (0.58 mi)) al sur de la ciudad. Se encuentra en la orilla del estuario del Tay y a la vista del Tay Rail Bridge.
Loganair y BLue Islands son las únicas aerolíneas que operan vuelos regulares desde el aeropuerto.

## Historia
El aeropuerto fue inaugurado en 1963 en terrenos ganados al estuario del Tay. Originalmente tenía una pista de aterrizaje de hierba de 900 m (2953 pies). El primer vuelo regular comenzó el 5 de julio de 1966, con un vuelo a Glasgow. Una quincena más tarde se añadieron los vuelos a  Turnhouse y Prestwick. El servicio fue cancelado el 31 de octubre de 1967 después de que British Eagle reportase pérdidas superiores a la 10 000 libras. En esta época el control del Concilio de la ciudad de Dundee cambió de los Laboristas a los Conservadores y el aeropuerto fue cerrado usándose sus terrenos por la Universidad de Dundee como campos deportivos. Cuando el control del consorcio regresó a manos Laboristas el aeropuerto fue reabierto.
La pista de hierba fue reemplazada por una pista de 1100 m (3609 pies) pavimentada en los setenta y ampliada hasta alcanzar su extensión actual de 1400 m (4593 pies) en los noventa. El aeropuerto recibió el estatus de "aeropuerto aduanero" el 16 de abril de 1982 y las luces de franja de pista fueron añadidas en 1983. La terminal actual fue inaugurada en 1997 por el entonces CComisario europeo del transporte Neil Kinnock.
Ramsay World Travel también opera un vuelo chárter semanalmente desde Dundee hasta Jersey en los meses de verano en colaboración con Lewis's Holidays, y en 1996 pusieron en marcha una serie de vuelos semanales a Mallorca usando un avión BAe 146 que tenía que aterrizar en Bournemouth/Southend para repostar.
Business Air y más tarde British Midland Regional operó vuelos desde Dundee al aeropuerto de Mánchester en los noventa, una ruta también operada por Eastern Airways durante un breve periodo de tiempo. Tras la salida de Business Air, en 1999 ScotAirways introduce vuelos a la ciudad de Londres, que operó para CityJet la franquicia de Air France desde 2007 hasta septiembre de 2009. En septiembre de 2009 CityJet se convirtió en mara propia dentro del grupo AFKL.
Tayside Aviation opera una instalación de entrenamiento y trabajos de ingeniería en el aeropuerto. Todo esto acompañado de un hangar de mantenimiento construido en 1982.
El 29 de mayo de 2007, se iniciaron los vuelos al aeropuerto internacional de Birmingham y al Aeropuerto de la Ciudad de Belfast George Best operado por FlyWhoosh, utilizando un ATR 42. La aerolínea, una filial de la aerolínea polaca White Eagle Aviation (WEA) estableció la base de un avión en el aeropuerto de Dundee. Sin embargo, desde diciembre de 2007 estos servicios cesaron, desconociéndose aun las razones de la cancelación.
El 3 de marzo de 2008, Loganair anunció que iba a retomar los vuelos cancelados por FlyWhoosh en mayo de 2008 bajo el nombre de Flybe. La compañía utiliza aviones Saab 340 en estas rutas.

## Actualidad
El aeropuerto de Dundee ha venido registrando pérdidas superiores a los £2 millones por año desde 2004 a 2007 y en el primer año financiero de operación completa con HIAL, 2008/9, el aeropuerto reportó pérdidas de £2,6 millones.
El 12 de febrero de 2007 fue anunciado que, desde septiembre de 2007, el consorcio de la ciudad iba a poner la gestión del aeropuerto en manos de Highlands and Islands Airports Limited (HIAL). El traspaso tuvo lugar el 1 de diciembre de 2007.
Cualquier vuelo regular adicional en el aeropuerto se ve limitado por la longitud de pista a aeronaves regionales. Los aviones más grandes operados por las aerolíneas de bajo coste, como los Boeing 737, requieren pistas de mayor tamaño. El mayor avión que puede operar en el aeropuerto es el BAe 146 y el Airbus A318.

## Beneficios
- Bajo nivel de utilización.
- Una sola terminal.

## Aerolíneas y destinos

### Vuelos regulares
| Aerolíneas | Destinos                             |
| ---------- | ------------------------------------ |
| Loganair   | Kirkwall, Londres–Heathrow, Sumburgh |

## Estadísticas
Ver fuente y consulta Wikidata.
| Puesto | Aeropuerto   | Pasajeros | Variación % |
| ------ | ------------ | --------- | ----------- |
| 1      | Londres City | 28.211    | 99,0%       |
| 2      | Belfast City | 6.908     | 38,8%       |
| 3      | Sumburgh     | 1.352     | nueva ruta  |

## Transporte

### Carretera
El aeropuerto se encuentra próximo a A85 Riverside Drive, que enlaza el centro ciudadano con Kingsway y la A90, dejando así al aeropuerto a escasos kilómetros del centro ciudadano. Hay taxis disponibles a las afueras de la terminal aeroportuaria.

### Buses
El aeropuerto de Dundee está servido por buses directos de National Express Dundee al centro de la ciudad, Broughty Ferry y Ninewells Hospital.

## Accidentes e incidentes
- El viernes 24 de octubre de 2003, un avión con registro norteamericano de seis plazas TBM 700 se precipitó a doscientos metros del umbral de pista en el estuario Tay.  Se envió un hovercraft a la zona y fueron rescatados del avión en unos quince minutos. Las cuatro personas que viajaban a bordo sufrieron sólo lesiones leves.

- El lunes, 6 de junio de 2005, un instructor y su ayudante lograron salir ilesos cuando un Grob 115 se estrelló en un jardín próximo al aeropuerto de Dundee después de sufrir dificultades en vuelo. El avión resultó muy dañado en el aterrizaje de emergencia.